# RDS-1
L'RDS-1, nota anche come Izdeliye 501 e First Lightning, è stata una bomba nucleare utilizzata dell'Unione Sovietica nel suo primo test nucleare. Gli Stati Uniti gli assegnarono il nome in codice Joe-1, in riferimento a Joseph Stalin.
Il test venne eseguito il 29 agosto 1949 al Poligono nucleare di Semipalatinsk, in piena guerra fredda. L'esplosione dell'RDS-1 sviluppò una potenza di 22 chilotoni, sprigionando un quantitativo di energia simile alle bombe americane The Gadget e Fat Man, usate nei bombardamenti aerei americani sulle città giapponesi di Hiroshima e Nagasaki, ponendo così fine alla seconda guerra mondiale.
Fu anche la prima arma nucleare ad essere sviluppata e testata al di fuori degli Stati Uniti, annunciando l'Unione Sovietica al mondo come potenza nucleare.